# Armoriale dei comuni della provincia di Pistoia

Stemma della Provincia di Pistoia

Questa pagina contiene le armi (stemmi e blasonature) dei comuni della provincia di Pistoia.
| Stemma | Comune e blasonatura | Gonfalone e/o bandiera |
| ------ | --- | ---------------------- |
|        | Abetone Cutigliano Partito: nel primo, d'oro, all'abete al naturale, sradicato, col capo d’azzurro, caricato di due piramidi d'argento; nel secondo, di rosso, al leone d'oro, accompagnato in capo a destra da un giglio dello stesso, con la banda d'azzurro, caricata di tre gigli d'oro, attraversante. Ornamenti esteriori da Comune. |                        |
|        | Agliana D'argento, alla pianta d'aglio al naturale, nodrita su pianura erbosa di verde. D.C.G. del 28 luglio 1942 Gonfalone: drappo di bianco… D.P.R. del 19 dicembre 1964 |                        |
|        | Buggiano D'argento, al bue di rosso, fermo sulla campagna di verde, sormontato da un giglio di rosso. Gonfalone: Drappo di bianco bordato di rosso… |                        |
|        | Chiesina Uzzanese Partito: il primo d'argento, ad una ruota dentata, accollata ad una spiga di verde e ad un garofano di rosso; il secondo scaccato di rosso e d'argento, di undici file e 5 tiri. Ornamenti esteriori da Comune. D.P.R. del 19 dicembre 1964 Gonfalone: Drappo di azzurro, riccamente ornato di ricami d'argento e caricato dello stemma sopra descritto con la iscrizione centrata in argento: Comune di Chiesina Uzzanese. D.P.R. del 19 dicembre 1964 |                        |
|        | Lamporecchio D'azzurro, alla fascia alternata di losanghe dello stesso, nel campo d'oro e d'oro nel campo d'azzurro, sormontata da una torre, aperta e finestrata del campo e accompagnata in punta da un albero movente da una pianura, il tutto al naturale. Gonfalone: drappo di bianco… |                        |
|        | Larciano D'azzurro, alla stella di otto raggi d'oro, caricata di un disco del primo, con un giglio di rosso. R.D. del 20 ottobre 1920 Gonfalone: Drappo di colore azzurro riccamente ornato di ricami d'argento e caricato dello stemma civico con l'iscrizione centrata in argento: Comune di Larciano. R.D. del 20 ottobre 1920 |                        |
|        | Marliana D'argento alla marlia ferrigna fiancheggiata dalle due lettere M.A. di nero. D.C.G. del 26 maggio 1937 Gonfalone: drappo partito di rosso e di bianco… |                        |
|        | Massa e Cozzile D'argento, alla mazza d'arme posta in palo, con la testa di forma ellittica, munita di piastre a festoni concavi, quattro visibili, e con il manico provvisto di anello, accompagnata a destra dalla croce latina anomala con la traversa posta a mezza altezza, e a sinistra dal giglio, il tutto di rosso. Ornamenti esteriori di Comune. D.P.R. dell'11 giugno 1997 Gonfalone: drappo di rosso… Bandiera: drappo tagliato di bianco e di rosso, caricato dallo stemma concesso con D.P.R. 11 giugno 1997. D.P.R. del 18 marzo 2020                         |                        |
|        | Monsummano Terme Partito: nel primo d'argento, al monte all'italiana di sei cime di verde (3, 2, 1), cimato da una mano appalmata sinistra al naturale; nel secondo pure di argento, al monte di sei cime di nero (3, 2, 1), sormontato da una lista bifida di rosso. D.C.G. del 28 febbraio 1930 Gonfalone: Drappo di colore azzurro, riccamente ornato di ricami d'argento e caricato dello stemma comunale con l'iscrizione centrata in argento: Comune di Monsummano. R.D. del 20 gennaio 1930                                                                            |                        |
|        | Montale D'azzurro, a sei monti all'italiana, quello di cima fra due ali, il tutto d'oro. R.D. del 28 novembre 1926 Gonfalone: drappo di azzurro… |                        |
|        | Montecatini Terme Troncato: al primo di Montecatini che è d'azzurro al monte di sei colli all'italiana, ristretto, sostenente due leoni affrontati, il tutto d'oro, i leoni tenenti un catino, di rosso, cimato da uno scudetto ovato di argento, carico di un giglio di rosso; al secondo mareggiato di argento e di azzurro. Motto: «Salus». R.D. del 12 agosto 1908 Gonfalone: drappo di azzurro… R.D. del 14 novembre 1935 |                        |
|        | Pescia D'argento, al delfino di rosso, posto in palo, sormontato da una corona a sette punte, visibili, d'oro. D.C.G. del 25 aprile 1929 Gonfalone: Drappo di bianco… |                        |
|        | Pieve a Nievole D'azzurro, al leone alato d'oro, tenente con la destra due chiavi all'antica, una d'oro e una d'argento, decussate, con la sinistra un libro d'argento, aperto e scritto delle parole: Pax Tibi Marce Ev. Meus. R.D. del 3 agosto 1909 Gonfalone: drappo di azzurro… |                        |
|        | Pistoia Scaccato d'argento e di rosso di trentasei pezzi. Lo scudo di forma sannitica, sarà cimato della corona di città ed avrà per sostegni due orsi con le teste rivolte all'indietro, coperti di mantelletto scaccato d'argento e di rosso, svolazzante, foderato di verde. D.C.G. del 20 maggio 1943 Gonfalone: Drappo scaccato scalinato a destra di bianco e di rosso con gli scalini d'argento. L'asta verticale sarà cimata di un orso tenente lo scudo dello stemma. D.C.G. del 20 maggio 1943 Bandiera: Drappo scaccato di rosso e di argento di 6 tiri e 9 righe… |                        |
|        | Ponte Buggianese Partito: al primo di Borgo a Buggiano, che è d'argento, al bue di rosso, fermo sulla campagna di verde, sormontato da un giglio di rosso; al secondo troncato di argento e di rosso, al giglio sbocciato dell'uno all'altro. Motto: "Bujano e castro nomen originemque desumpsi". R.D. del 19 ottobre 1897 Gonfalone: drappo di azzurro… |                        |
|        | Quarrata Di nero, alla fascia scaccata, di due file, di rosso e d'argento. Gonfalone: Drappo di bianco… D.C.G. del 26 ottobre 1928 |                        |
|        | Sambuca Pistoiese D'azzurro, alla torre d'argento, fondata sulla campagna, sinistrata e sostenuta da un leopardo illeonito d'argento. Gonfalone: Drappo di bianco… |                        |
|        | San Marcello Piteglio Di azzurro, alla torre a due palchi, d'argento, murata di nero, il palco superiore merlato di cinque, finestrato di due in fascia, di nero e aperto dello stesso, quello inferiore merlato di quattro, aperto di nero, la torre fondata sulla pianura di verde e addestrata da un cervo rivolto, saliente, al naturale, il tutto accompagnato nei cantoni del capo da due stelle a cinque raggi d'argento. Ornamenti esteriori da Comune. Gonfalone: Drappo di bianco, bordato d’azzurro… D.P.R. del 24 ottobre 2018                                    |                        |
|        | Serravalle Pistoiese Partito: a) troncato: nel primo, d'azzurro al cinghiale al naturale; nel secondo, di verde pieno; b) di vajo pieno. Gonfalone: Drappo rosso granata riccamente ornato di ricami d'argento e caricato dello stemma comunale sormontato dall'iscrizione centrata pure in argento Comune di Serravalle Pistoiese. |                        |
|        | Uzzano D'argento alla legna che arde sprigionando lingue di fuoco al naturale D.P.C.M. del 7 giugno 1952 Gonfalone: Drappo partito di bianco e di rosso riccamente ornato di ricami d'argento e caricato dello stemma del comune con la iscrizione centrata in argento: Comune di Uzzano D.P.R. del 30 luglio 1953 |                        |

## Ex comuni
| Stemma                    | Ex Comune e blasonatura | Gonfalone |
| ------------------------- | --- | --------- |
|                           | Abetone (dal 2017 soppresso per la costituzione del comune di Abetone Cutigliano) D'oro, all'abete al naturale, sradicato; col capo d'azzurro, caricato di due piramidi d'argento. D.P.R. del 6 ottobre 1953 Gonfalone: Drappo tagliato d'azzurro e di giallo, riccamente ornato di ricami d'argento e caricato dello stemma civico. D.P.R. del 6 ottobre 1953 |           |
| Stemma in forma sannitica | Cutigliano (dal 2017 soppresso per la costituzione del comune di Abetone Cutigliano) Di rosso, al leone d'oro, accompagnato in capo a destra da un giglio dello stesso, con la banda d'azzurro caricata di tre gigli d'oro attraversante Gonfalone: drappo troncato di azzurro e di giallo…                                                                    |           |
|                           | Piteglio (dal 2017 soppresso per la costituzione del comune di San Marcello Piteglio) D'argento, alla torre fondata sulla campagna di verde, addestrata e sostenuta da un cervo, saliente, d'oro Gonfalone: drappo di bianco… |           |
|                           | San Marcello Pistoiese (dal 2017 soppresso per la costituzione del comune di San Marcello Piteglio) D'azzurro, alla torre merlata a due piani, terrazzata di verde, murata, aperta e finestrata di nero, sormontata da una cometa rivoltata, d`oro, posta in fascia D.C.G. del 3 giugno 1929                                                                   |           |
|                           | Vellano (dal 1928 annesso al comune di Pescia) |           |